# Cessna 188

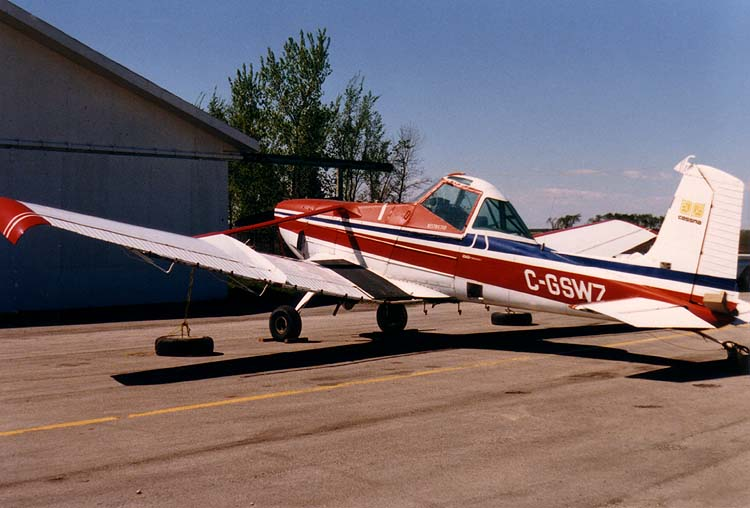
A188B AGtruck, 1988

Die Cessna Model 188 ist ein einmotoriges einsitziges Spornrad-Agrarflugzeug des US-amerikanischen Herstellers Cessna Aircraft Company, das speziell zur Verwendung in der Landwirtschaft zugelassen wurde.

## Geschichte
Das Model 188 wurde von Cessna zum Ausbringen von flüssigen oder festen Stoffen zur Schädlingsbekämpfung oder Düngung auf großen, gelegentlich unzugänglichen Flächen entwickelt. Der Erstflug des Tiefdeckers erfolgte am 19. Februar 1965. In den Jahren 1966 bis zum Produktionsende 1983 wurden insgesamt 3967 Stück in vier Varianten gefertigt. Die ersten Versionen erhielten den baugleichen Motor der Cessna 180.

## Varianten
188-230 AGpickup
Die erste Serie der 188 wurde 1966 ausgeliefert und hatte einen 170 kW (230 PS) leistenden Motor Continental O-470-R sowie einen Tank mit 750 Litern Inhalt für flüssige Stoffe; sie wurde bis 1976 in 53 Exemplaren produziert.
A188-300 AGwagon
Die Version A188 wurde ab 1972 mit einem Continental IO-520-D gefertigt, der eine Motorleistung von 250 kW (300 PS) erbrachte. Der Sprühtank entsprach der ersten Version. Von dieser Variante wurden bis zum Produktionsende 1981 1589 Stück hergestellt.
A188B-300 AGtruck

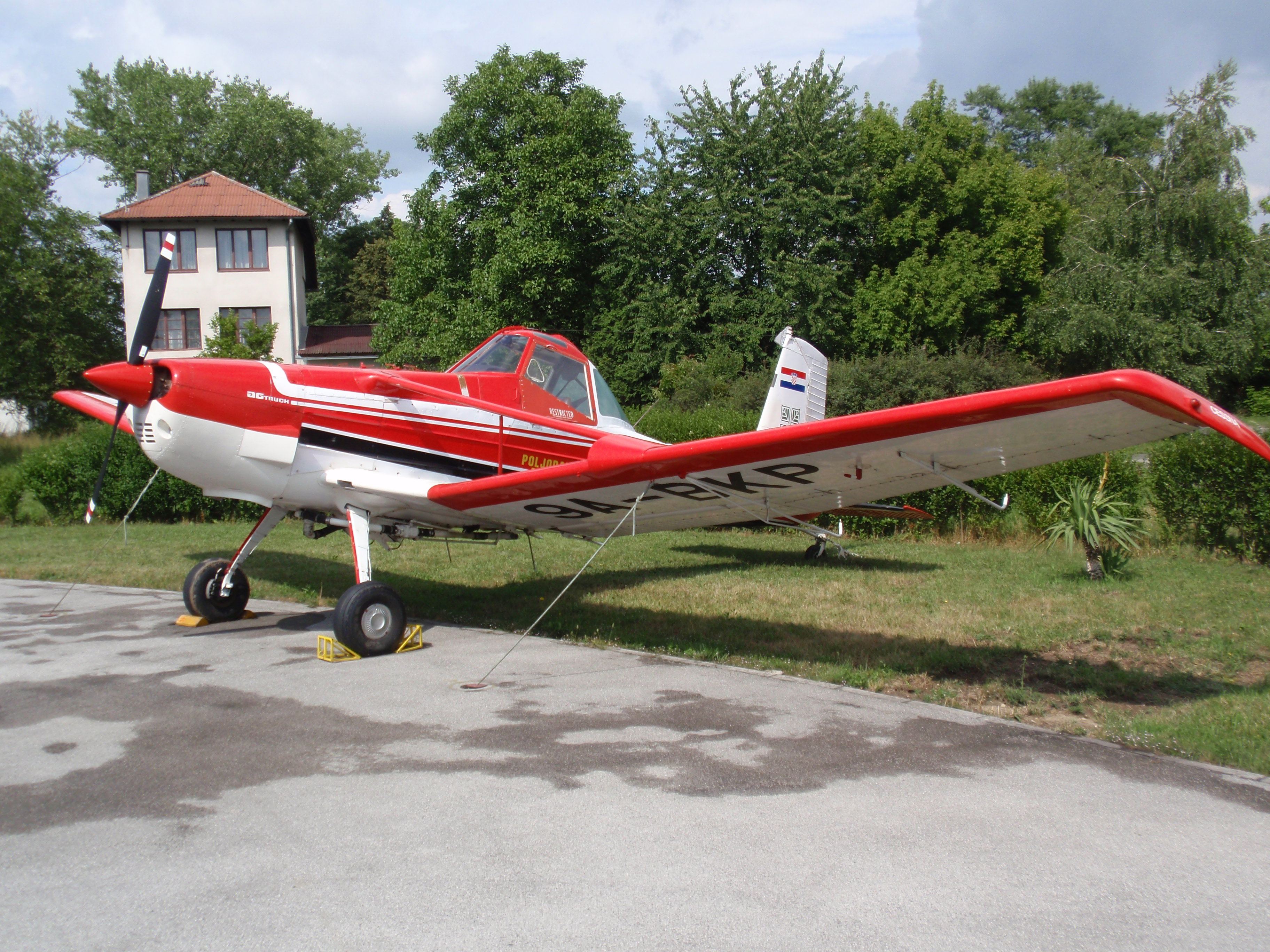
Cessna A188B-300 AGtruck

Die Version AGtruck wurde 1972 vorgestellt und verfügte über einen 1000-Liter-Sprühbehälter. Der Motor entsprach der Version der AGwagon-Version, wurde jedoch wahlweise mit einem McCauley-Zweiblatt- oder Dreiblatt-Verstellpropeller ausgerüstet. Gefertigt wurde diese Version bis Ende 1983.
T188C AGhusky
1979 kam die T188 auf den Markt, sie erhielt einen um 20 Zentimeter verlängerten Rumpf und ebenfalls einen 1000-Liter-Tank. Die Startmasse betrug 1905 kg bei Verwendung von festen Düngemitteln. Das turboaufgeladene Triebwerk Continental TSIO-520-T leistete 230 kW (310 PS) und wurde mit einem Dreiblatt-McCauley-Verstellpropeller bestückt.
1983 wurde die Produktion der gesamten 188-Serie eingestellt. Die 188 wird aufgrund ihrer Robustheit bis heute in zahlreichen Ländern geflogen.

## Technische Daten
| Kenngröße             | Daten der A188-300 AGwagon                                                     |
| --------------------- | ------------------------------------------------------------------------------ |
| Besatzung             | 1                                                                              |
| Länge                 | 8,00 m                                                                         |
| Spannweite            | 12,41 m                                                                        |
| Höhe                  | 2,44 m                                                                         |
| Flügelfläche          | 18,77 m²                                                                       |
| Flügelstreckung       | 8,2                                                                            |
| Leermasse             | 906 kg (ohne Sprüheinrichtung) 987 kg (mit Sprüheinrichtung)                   |
| Startmasse            | 1496 kg                                                                        |
| Höchstgeschwindigkeit | 243 km/h auf Seehöhe                                                           |
| Dienstgipfelhöhe      | 4785 m                                                                         |
| Reichweite            | 595 km (45 min Reserve, 45 % Leistung)                                         |
| Triebwerke            | ein Continental IO-520-D Sechszylinder-Boxermotor mit 224 kW (300 PS) Leistung |